# 초례청사
초례청사(醮禮靑詞)는 고려 때 유행한 초제(醮祭)의 축원문으로, 도가(道家)에게서 온 명칭이다.
고려의 역대 왕들은 각종 초제를 지내면서 그 때마다 문인들에게 축원문을 작성시켰는데, 도교에서는 축문(祝文)을 푸는 종이에 썼으므로 이것을 청사(靑詞)라고 한다고 한다. 지금까지 남아 있는 것으로는 김부식(金富軾)의 〈건덕전초례청사〉(乾德殿醮禮靑詞)를 비롯하여 김극기(金克己)·이규보(李奎報)·정보(鄭譜)·이곡(李穀), 권근(權近) 등이 지은 수십 편이 있다.